# Berhoum
Berhoum (în arabă برهوم) este o comună din provincia M'Sila, Algeria.
Populația comunei este de 23.620 de locuitori (2008).